# 黃智祖
黃智祖，GBS，JP（1964年11月24日—），香港公務員，前任文化體育及旅遊局常任秘書長。

## 簡歷
黃智祖，聖保羅書院及香港大學畢業，1987年7月加入政務職系，曾在前衞生福利科、前政務總署、香港駐紐約經濟貿易辦事處、前經濟科、香港駐華盛頓經濟貿易辦事處、財經事務及庫務局、房屋署、商務及經濟發展局和政府新聞處工作及服務。
2006年4月至2009年6月，黃智祖出任財經事務及庫務局副秘書長（庫務）。
2009年6月至2011年10月，黃智祖出任房屋署副署長（機構事務）。
2011年10月至2016年7月，黃智祖出任商務及經濟發展局副秘書長（通訊及科技）。2013年4月晉升為首長級乙一級政務官。

2016年10月至2018年2月，黃智祖出任政府新聞處處長。
他於2018年2月起出任旅遊事務專員，同年4月獲晉升為首長級甲級政務官。他擔任旅遊事務專員直至2021年4月。
2021年初，香港海洋公園由於疫情等因素出現經營困難，黃智祖於2021年5月至8月被借調至海洋公園公司出任行政總裁，為海洋公園進行轉型及重新發展等工作。
2021年10月，黃智祖出任民政事務局常任秘書長。
2022年7月，因應政府重組架構，負責文娛康體及旅遊事務的黃智祖獲調任至新成立的文化體育及旅遊局擔任常任秘書長。

## 榮譽

### 殊勳
- 官守太平紳士（J.P.）（2007年7月1日－）[7]

## 外部連結
| 政府职务        | 政府职务                                              | 政府职务      |
| --------------- | ----------------------------------------------------- | ------------- |
| 前任： 黃智祖   | 文化體育及旅遊局常任秘書長 2022年7月1日－2024年8月1日 | 繼任： 沈鳳君 |
| 前任： 謝凌潔貞 | 民政事務局常任秘書長 2021年10月12日－2022年6月30日    | 繼任： 林雪麗 |
| 前任： 朱曼鈴   | 旅遊事務專員 2018年2月1日－2021年4月14日              | 繼任： 沈鳳君 |
| 前任： 聶德權   | 政府新聞處處長 2016年7月－2018年2月                   | 繼任： 朱曼鈴 |